# Pourquoi j'ai pas mangé mon père
Pourquoi j'ai pas mangé mon père  (Waarom ik mijn vader niet heb opgegeten) is een Frans-Chinees-Italiaans-Belgische animatiefilm uit 2015 onder regie van Jamel Debbouze, gebaseerd op het boek What We Did to Father uit 1960 van de Britse schrijver Roy Lewis. 

## Verhaal
Tijdens de prehistorie: Édouard en zijn tweelingbroer Vania zijn de oudste zonen van de koning van de apen. Maar vanwege zijn nietige verschijning wordt Édouard bij de geboorte verworpen door zijn stam en hij groeit op uit de buurt van zijn familie. Samen met zijn vriend Ian ontdekt hij het vuur, de jacht, het moderne leven en de liefde. Uiteindelijk zal hij de stam naar ware menselijkheid leiden.

## Stemverdeling
| Acteur           | Personage |
| ---------------- | --------- |
| Jamel Debbouze   | Édouard   |
| Patrice Thibaud  | Vladimir  |
| Mélissa Theuriau | Lucy      |
| Youssef Hajdi    | Marcel    |
| Arié Elmaleh     | Ian       |
| Adrien Antoine   | Vania     |

## Productie
De film is gemaakt met de motion capture-techniek. Het personage Ian is gemodelleerd naar de in 1983 overleden acteur Louis de Funès waarbij gebruik werd gemaakt van beelden uit zijn films. Er werd gefilmd op een oppervlakte van 150 m² met 60 camera's, waarbij men gebruik maaktevan speciale helmen voor het vastleggen van de gezichtsbewegingen. De postproductie gebeurde in de Pranastudio in Indië.